# Krumping

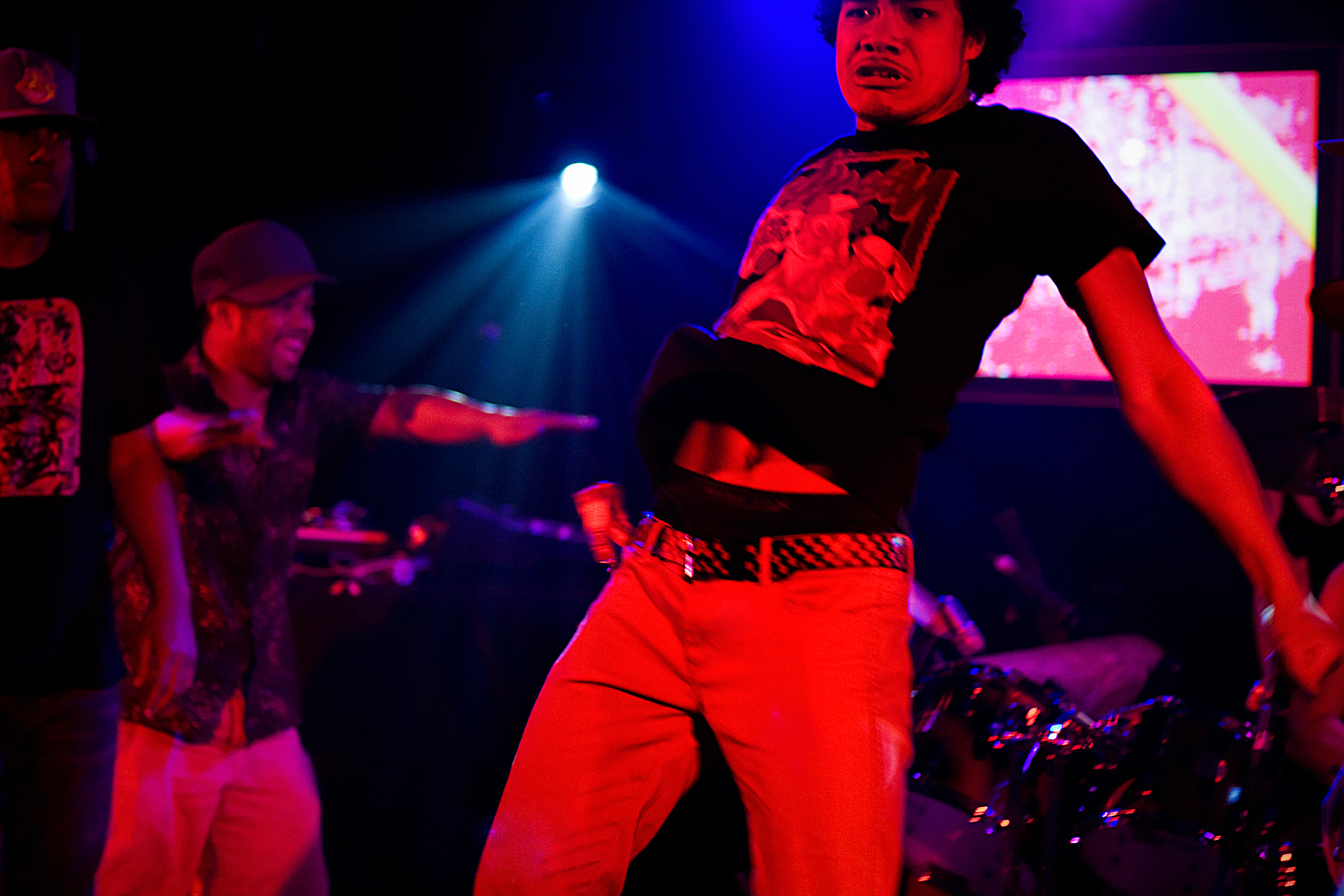
Un krumper bailando en Australia.

El krumping es un estilo de danza urbana afroamericana popularizada en los Estados Unidos, caracterizada por movimientos libres, expresivos, exagerados y altamente enérgicos.. Los bailarines que comenzaron con el krumping veían esta danza como una forma de escapar de la vida de pandillas y "expresar emociones intensas de manera poderosa pero no violenta".

## Orígenes
La palabra raíz "krump" proviene de la letra de una canción de 1990 y a veces se escribe K.R.U.M.P., que es un acrónimo de Kingdom Radically Uplifted Mighty Praise (Reino Radicalmente Elevado de Alabanza Poderosa) y presenta el krumping como una forma de arte basada en la fe. El krumping fue creado por dos bailarines: Ceasare "Tight Eyez" Willis y Jo'Artis "Big Mijo" Ratti en South Central, Los Ángeles, a principios de los años 2000. El clowning es el precursor menos agresivo del krumping y fue creado en 1992 por Thomas "Tommy the Clown" Johnson en Compton, California.
En la década de 1990, Johnson y sus bailarines, conocidos como los Hip Hop Clowns, realizaban espectáculos de clowning en fiestas de cumpleaños infantiles y otras funciones públicas en general. En contraste, el krumping se centra en batallas altamente energéticas y movimientos dramáticos, que Tommy the Clown describe como intensos, rápidos y precisos. CBS News comparó la intensidad del krumping con la del moshing. Aunque el krumping no fue creado directamente por Tommy, fue inspirado por su "clowning". Inicialmente, Willis y Ratti eran bailarines de clown para Tommy, pero como su estilo de baile era considerado demasiado "duro" y "crudo" para el clowning, se fueron y desarrollaron el krumping. Tommy finalmente abrió una academia de baile de clown y comenzó la competencia Battle Zone en el Great Western Forum, donde los equipos de krump y clown podían reunirse y enfrentarse frente a una audiencia de sus compañeros.

## Difusión e influencia.
El documental de David LaChapelle, Rize, explora la subcultura del clowning y el krumping en Los Ángeles. Él dice sobre el movimiento: "Lo que Nirvana fue para el rock and roll a principios de los años 90, es lo que estos chicos son para el hip-hop. Es la alternativa al bling-bling y la ostentación, a esa cosa del hip-hop corporativo que se vincula con diseñadores".  LaChapelle se familiarizó con el krumping cuando estaba dirigiendo el video musical de Christina Aguilera "Dirrty".  Después de decidir hacer un documental sobre el krumping, LaChapelle produjo un cortometraje titulado Krumped, que se proyectó en el Festival de Cortometrajes de Aspen en 2004 y recibió más financiamiento para producir una versión más larga debido a la respuesta positiva.  En 2005, la versión extendida se estrenó como Rize y se proyectó en el Festival de Cine de Sundance, el Festival Internacional de Cine de Auckland y varios otros festivales de cine fuera de los Estados Unidos.
Además de Rize, el krumping ha aparecido en varios videos musicales, incluyendo "I'm Really Hot" de Missy Elliott, "Hey Mama" de The Black Eyed Peas, "Galvanize" de Chemical Brothers y "Hung Up" de Madonna. El krumping también se muestra en el video "Pro-Test" de Skinny Puppy, donde se exhiben varios aspectos del krumping.
El krumping también ha aparecido en películas como Bring It On: All or Nothing, Stomp the Yard y Climax; en la serie de televisión Community; y en competiciones de baile como So You Think You Can Dance, Street Dance of China y America's Best Dance Crew. Russell Ferguson. La serie web original The Legion of Extraordinary Dancers también presentó una danza de krump en la primera temporada, en el quinto episodio titulado "The Lettermakers". Además, ha generado el meme "Marge Krumping", basado en el episodio de Los Simpson "Little Orphan Millie", donde el personaje de Marge intenta animar a Bart mediante el krumping, aunque sin éxito.[cita requerida]
El krumping se ha extendido a muchos países alrededor del mundo.[cita requerida]

## Estilo
Existen cinco movimientos básicos en el krumping: pisoteos, golpes, estallidos de pecho, saltos y movimientos de brazos.  El krumping rara vez es coreografiado; es casi completamente improvisado al ritmo de una canción y se baila con mayor frecuencia en batallas o sesiones en lugar de en un escenario. El krump tiene un estilo diferente a otros estilos de baile hip-hop como el breaking y el turfing. El krumping es muy agresivo y se baila de pie al ritmo de música rápida y animada, pero no promueve la agresión ni las peleas: los movimientos están destinados a ocupar espacio y desafiar a otros bailarines para alimentarse mutuamente de la energía, mientras que el breaking es más acrobático y se baila en el suelo al ritmo de los break beats. El estilo de baile de Oakland, el turfing, es una fusión de popping y mimo que incorpora narración e ilusión. El krump es menos preciso y más improvisado que el turfing. Temáticamente, todos estos estilos de baile se alinean bajo el término de danza callejera, ya que comparten atributos comunes como su origen en la calle, su naturaleza improvisada y el uso de batallas.

## Vocabulario
- Batalla: Una competencia directa de baile que a menudo presenta conceptos, combinaciones, movimientos y finalizaciones.
- Biter: Alguien que asiste a sesiones o ve batallas con el fin de imitar los estilos y la originalidad de otros, para luego usar esos movimientos en otra batalla y hacerlos pasar como si fueran invenciones propias, es decir, plagio.
- Sesión: Cuando un grupo de krumpers se forma en un semicírculo, o círculo de freestyle en el contexto del hip-hop, y uno por uno, entran al centro y hacen freestyle.
- Buck: Un adjetivo utilizado para describir a alguien que se destaca en el krump, así como su adhesión de alta calidad a los principios del ethos del krump.

- En vivo: Un adjetivo utilizado para describir a alguien que eleva la energía en la sesión o batalla.

- Desafío: La iniciación o solicitud de batalla de un krumper hacia otro krumper.

- Laboratorio: Experimentación deliberada realizada por krumpers, ya sea solos o con otros krumpers, para crear nuevos conceptos y/o avanzar en su estilo.

- Finalización: Un conjunto de movimientos que determina que la ronda de un krumper ha terminado, generalmente un patrón que consiste únicamente en fundamentos, explosiones o movimientos de brazos.

- Kill-off: Un conjunto de movimientos que emociona tanto al público que la batalla termina y la multitud rodea al krumper; el oponente es "eliminado", de ahí el nombre.

- Krumper: Un bailarín que se especializa en el krumping.

- Krumpografía: Krump utilizado como coreografía.

- Concepto: Un movimiento abstracto que ayuda a los krumpers a contar una historia.
- Material: Un movimiento material que los krumpers usan para mostrar un objeto aleatorio y así enriquecer la narración, por ejemplo, derramar agua en el suelo y resbalar.
- Jab: Un movimiento corto, agudo y staccato de los brazos. El krumper los extiende desde el pecho hacia afuera y, con la misma energía, los jala de vuelta.
- Stomp: Golpear rítmicamente el pie en el suelo y levantarlo de manera que los krumpers parezcan obtener su energía del suelo mismo.
- Chest pop: Un movimiento ascendente del pecho similar a la acción de respirar en los pulmones; los krumpers suelen hacer chest pops para inhalar mientras están en una sesión o en una ronda.
- Arm swing: Mover un brazo en un movimiento amplio ayudado por la gravedad. Hay dos tipos de arm swings: small arm swings (movimientos de brazo pequeños) y big arm swings (movimientos de brazo grandes). Los small arm swings son similares a los movimientos involucrados al lanzar una pelota de béisbol, mientras que los big arm swings se asemejan a usar todo el brazo como un bate de béisbol.
- Praise Krump: El arte del krump establecido con canciones religiosas.
- Storyline: Un conjunto de combinaciones realizadas por krumpers para generar expectación y llevar el medidor de spazz a un momento apropiado para terminar o eliminar a sus oponentes.
- Hype: La intensa sensación de ser arrastrado; por ejemplo, si un krumper muestra intensidad (buckness, ver siguiente sección), realiza un movimiento de baile único o detiene la música, el público se emociona, lo que lleva a un kill-off (terminar la batalla). Una percepción común del público del krump es que la emoción proviene de los movimientos de los krumpers, pero los krumpers también obtienen su emoción y aumentan su medidor de spazz a partir del público.
- Medidor de spazz: Un término utilizado para determinar el nivel o grado de emoción.
- Buck talk: El acto de insultar o desafiar verbalmente durante una batalla de krump.

## Terminología de la trama de una ronda
- Atmósfera: Sentir la vibra del entorno y hacer que el entorno sienta la presencia de los krumpers.
- Intro: Comenzar las rondas; generalmente con movimientos pequeños, a veces utilizado para presentar el personaje o concepto de un krumper.
- Rondas: Un conjunto de combinaciones, materiales, conceptos y fundamentos tomados en conjunto.
- Buckness: Parte de la trama donde los krumpers ya están emocionados con sus rondas, mostrando una serie de movimientos fuertes y/o rápidos; generalmente se realiza con las rodillas ligeramente flexionadas, mientras los brazos y los pies se mueven lejos de las extremidades inferiores del cuerpo.
- Krump: Parte de la trama donde el krumper realiza una serie de fundamentos, conceptos y materiales mientras está de pie, mientras los brazos y los pies se mueven delante de las extremidades superiores del cuerpo.
- Liveness: Parte de la trama donde el krumper realiza una serie de fundamentos, conceptos y materiales, con el cuerpo inclinado hacia arriba, mientras los brazos y los pies se mueven fuera del cuerpo, ya sea hacia arriba o hacia los lados.
- Get-off: Parte de la trama donde el krumper expresa sus sentimientos de manera más intensa, dejándolos salir mediante movimientos rápidos y repetitivos, como bang-outs, jabs y redundancia.